# Cynoscion leiarchus
Cynoscion leiarchus es una especie de pez de la familia Sciaenidae en el orden de los Perciformes, conocida como corvinata blanca o curvina.

## Morfología
• Los adultos presenta una longitud promedio de 40 cm, pero se encuentran especímenes de 60 cm. Pueden llegar alcanzar hasta 2.500 g de peso.

## Hábitat
Es un pez de clima tropical y demersal que vive hasta los 25 m de profundidad, aunque se han encontrado ejemplares a 100 m de profundidad. Se encuentra en aguas salobres y marinas.

## Distribución geográfica
Se encuentra en el  Atlántico occidental: desde Nicaragua y Panamá hasta Santos (São Paulo) y Guaratuba (Paraná) en el sureste de Brasil.

## Observaciones
Es apreciado por su carne. Su pesca es principalmente artesanal, con redes playeras o de ahorque y también con redes de arrastre de fondo. Se mercadea generalmente fresco. Es inofensivo para los humanos.